# Хоршеваши
Хоршева́ши (чув. Хурашаш) — село в Красночетайском районе Чувашской Республики. Входит в состав Хозанкинского сельского поселения.

## География
Находится в северо-западной части Чувашии на расстоянии приблизительно 12 км на восток-северо-восток от районного центра села Красные Четаи.

## Название
Происходит от искаженного чув. Хора чăвашĕ - Чёрные чуваши, черным людом ранее на Руси называли рабочих крестьян на черноземе.

## История
Известно с 1723 года, когда здесь было учтено 340 жителей мужского пола. В 1795 году был учтен 21 двор и 116 жителей, в 1869—225 жителей, в 1897 — 56 дворов и 306 жителей, в 1926 — 81 двор и 374 жителя, в 1939—420 жителей, в 1979—264. В 2002 году было 71 двор, в 2010 — 52 домохозяйства. В 1930 году был образован колхоз «Правда», в 2010 действовало ООО «Асамат». Действовала церковь Рождества Богородицы (1747-88, 1789—1933).

## Население
Постоянное население составляло 171 человек (чуваши 99 %) в 2002 году, 148 в 2010.

## См.Также
Вторые Хоршеваши - выселки